# Дженифър Браун
Дженифър Мари Браун (на английски: Jennifer Brown) е американска писателка, авторка на произведения в жанровете любовен роман, романтичен трилър и детска литература. Пише и чиклит под псевдонима Дженифър Скот (Jennifer Scott).

## Биография и творчество
Родена е на 11 май 1972 г. в Казас Сити, Мисури, САЩ.
След завършване на гимназията работи в детска градина. Едновременно с това посещава вечерен курс в колежа „Уилям Джуъл“ и завършва с бакалавърска степен по психология. След дипломирането си работи като специалист по човешки ресурси.
През 2000 г. решава да започне да пише. Работи като колумнист на хумористична колонка във вестник „Канзас Сити Стар“. Печели през 2005 и 2006 г. наградата „Ерма Вомбек“ за хумористичните си публикации.
Първият ѝ любовен роман за юноши „Списъкът на омразата“ е публикуван през 2009 г. Той става бестселър и е включен в списъка на най-добрите книги за юноши за годината.
През 2013 г. се насочва и към жанра чиклит като публикува под псевдонима Дженифър Скот.
Дженифър Браун живее със семейството си в района на Канзас Сити, Мисури.

## Произведения

### Като Дженифър Браун

#### Самостоятелни романи
- Bitter End (2011)
- Perfect Escape (2012)
- Thousand Words (2013)
- Torn Away (2014)
- Life on Mars (2014)
- How Lunchbox Jones Saved Me from Robots, Traitors, and Missy the Cruel (2015)

#### Серия „Списъкът на омразата“ (Hate List)
1. Hate List (2009)
Списъкът на омразата, изд.: ИК „Ентусиаст“, София (2014), прев. Маргарита Терзиева
2. Say Something (2014) – новела

#### Серия „Ники Кил“ (Nikki Kill)
1. Shade Me (2016)
2. Dare You (2017)

### Като Дженифър Скот

#### Самостоятелни романи
- The Sister Season (2013)
- The Accidental Book Club (2014)
- Second Chance Friends (2015)
- The Hundred Gifts (2015)